# Philipsburg (Pennsilvània)
Philipsburg és una població dels Estats Units a l'estat de Pennsilvània. Segons el cens del 2000 tenia 3.056 habitants.

## Demografia
Segons el cens del 2000, Philipsburg tenia 3.056 habitants, 1.375 habitatges, i 790 famílies. La densitat de població era de 1.438,9 habitants/km².
Dels 1.375 habitatges en un 24,5% hi vivien nens de menys de 18 anys, en un 42,7% hi vivien parelles casades, en un 11,7% dones solteres, i en un 42,5% no eren unitats familiars. En el 37,7% dels habitatges hi vivien persones soles el 18,8% de les quals corresponia a persones de 65 anys o més que vivien soles. El nombre mitjà de persones vivint en cada habitatge era de 2,19 i el nombre mitjà de persones que vivien en cada família era de 2,89.
Per edats la població es repartia de la següent manera: un 22,3% tenia menys de 18 anys, un 7,8% entre 18 i 24, un 27,4% entre 25 i 44, un 22,3% de 45 a 60 i un 20,4% 65 anys o més.
L'edat mediana era de 39 anys. Per cada 100 dones de 18 o més anys hi havia 80,5 homes.
La renda mediana per habitatge era de 28.356 $ i la renda mediana per família de 36.667 $. Els homes tenien una renda mediana de 28.537 $ mentre que les dones 21.382 $. La renda per capita de la població era de 16.002 $. Entorn del 9,7% de les famílies i el 14,5% de la població estaven per davall del llindar de pobresa.